# Eudorylas cuspicornis
Eudorylas cuspicornis är en tvåvingeart som först beskrevs av Kertesz 1912. Eudorylas cuspicornis ingår i släktet Eudorylas och familjen ögonflugor.
Artens utbredningsområde är Panama. Inga underarter finns listade i Catalogue of Life.